# Artis Ate
Artis Ate (Rucava, 29 luglio 1989) è un cestista lettone.

## Palmarès
- Campionato lettone: 4

VEF Riga: 2018-2019, 2020-2021, 2021-2022, 2022-2023
- Coppa di Romania: 1

U Cluj: 2020
- Lega Lettone-Estone: 1

VEF Rīga: 2021-2022
- Coppa di Lettonia: 2

VEF Riga: 2022, 2023